# Karl Julius Holtzmann
Karl Julius Holtzmann (* 6. Mai 1804 in Karlsruhe; † 23. Februar 1877 ebenda) war ein evangelischer Theologe und Prälat der Evangelischen Landeskirche in Baden.

## Leben und Beruf
Holtzmann wurde als Sohn von Johann Michael Holtzmann, Professor am Lyceum, und dessen Gattin Christiane geb. Fetzer, die aus Württemberg stammte, geboren. Zu seinen Brüdern gehören Adolf und Carl Holtzmann. In Karlsruhe besuchte er die Volksschule und das Gymnasium. Im Alter von 15 Jahren verlor er seinen Vater. So kam er zu seinem Großvater mütterlicherseits, Hofrat Fetzer, nach Stuttgart. Dort beendete er seine Gymnasialzeit und wechselte 1821 an das Theologische Stift nach Tübingen. Dort beendete er 1824 sein Studium der Theologie mit dem ersten Staatsexamen und wurde danach Vikar in Nonnenweier (heute Schwanau), dann in Laufen, wo er seine spätere Frau, Adelheid Sprenger, die Tochter des dortigen Pfarrers kennenlernte, die er am 12. Juli 1831 heiratete. Das Paar bekam sieben Söhne und eine Tochter. Der älteste Sohn Heinrich Julius wurde Theologieprofessor, Adolf Holtzmann der Jüngere Professor für Indologie.
1827 trat er in den Schuldienst ein und wurde Lehrer, später – wie sein Vater – Professor am Lyceum in Karlsruhe. Dieses Amt übte er 20 Jahre lang aus. Seine Fächer waren Religion, Latein und Mathematik. 1847 konnte er seinen erlernten Pfarrerberuf ausüben, als er zum Stadtpfarrer an der Heiliggeistkirche in Heidelberg berufen wurde. Neben seinen pfarramtlichen Tätigkeiten lehrte er auch an verschiedenen Privatschulen und am Predigerseminar Heidelberg. Daneben verfasste er mehrere theologische Schriften.
1861 kam es, nicht zuletzt infolge der Einführung der neuen Agende in der badischen Landeskirche, zum Rücktritt von Prälat Carl Christian Ullmann. Daraufhin ernannte der Großherzog Holtzmann zu dessen Nachfolger. Nachdem die Leitung der Landeskirche bisher eine Abteilung des Ministeriums des Innern, seit 1843 mit der Bezeichnung „Evangelischer Oberkirchenrat“ war, wurde sie nunmehr durch das Gesetz vom 9. Oktober 1860 und der Verfassung vom 5. September 1861 verselbständigt. Sie war fortan eine rein kirchliche Behörde, an deren Spitze neben dem Prälat (geistlicher Leiter) ein weltlicher (mit Ausnahme Albert Helbings) Direktor (ab 1881 Präsident) des Oberkirchenrats stand. Dieses Amt übte bereits ab 1860 Staatsrat August Nüsslin aus. Holtzmann versah sein Prälatenamt bis zu seinem Tod am 23. Februar 1877. Sein Nachfolger wurde Karl Wilhelm Doll. Direktor Nüsslin versah sein Amt noch bis 1881, sein Nachfolger wurde Ludwig von Stösser, der dann erstmals die Bezeichnung „Präsident des Oberkirchenrats“ führte.

## Ehrungen
Die theologische Fakultät der Universität Heidelberg verlieh ihm 1856 die Ehrendoktorwürde.